# Hala Tivoli
Hála Tívoli – hala widowiskowo-sportowa z lodowiskiem w Lublanie, mogąca pomieścić 7000 widzów. Swoje mecze rozgrywają tutaj drużyny: KK Olimpija Ljubljana w koszykówce oraz w hokeju na lodzie - Olimpija Lublana.
W hali rozgrywano również, wiele imprez sportowych m.in.: Mistrzostwa Świata w łyżwiarstwie figurowym, Mistrzostwa świata w koszykówce mężczyzn podczas których mecz finałowy odbył się w tej hali. W 2013 roku odbyły się tutaj mecze fazy grupowej mistrzostw Europy. Odbyło się tutaj również wiele koncertów w których uczestniczyli m.in.: Louis Armstrong, Tina Turner, Bryan Adams, Nirvana, Queen.